# Arachnoidiscales
Ordre
Les Arachnoidiscales sont un ordre d'algues de l'embranchement des Bacillariophyta  et de la classe des Coscinodiscophyceae .

## Liste des familles
Selon AlgaeBase (16 juin 2022) :
- Arachnoidiscaceae Round, 1990

## Systématique
L'ordre des Arachnoidiscales a été créé en 1990 par Frank Eric Round (d).

## Publication originale
- Round, F.E., Crawford, R.M. & Mann, D.G. (1990). The diatoms biology and morphology of the genera.  pp. [i-ix], 1-747. Cambridge: Cambridge University Press.